# Wilhelm Vossenkuhl

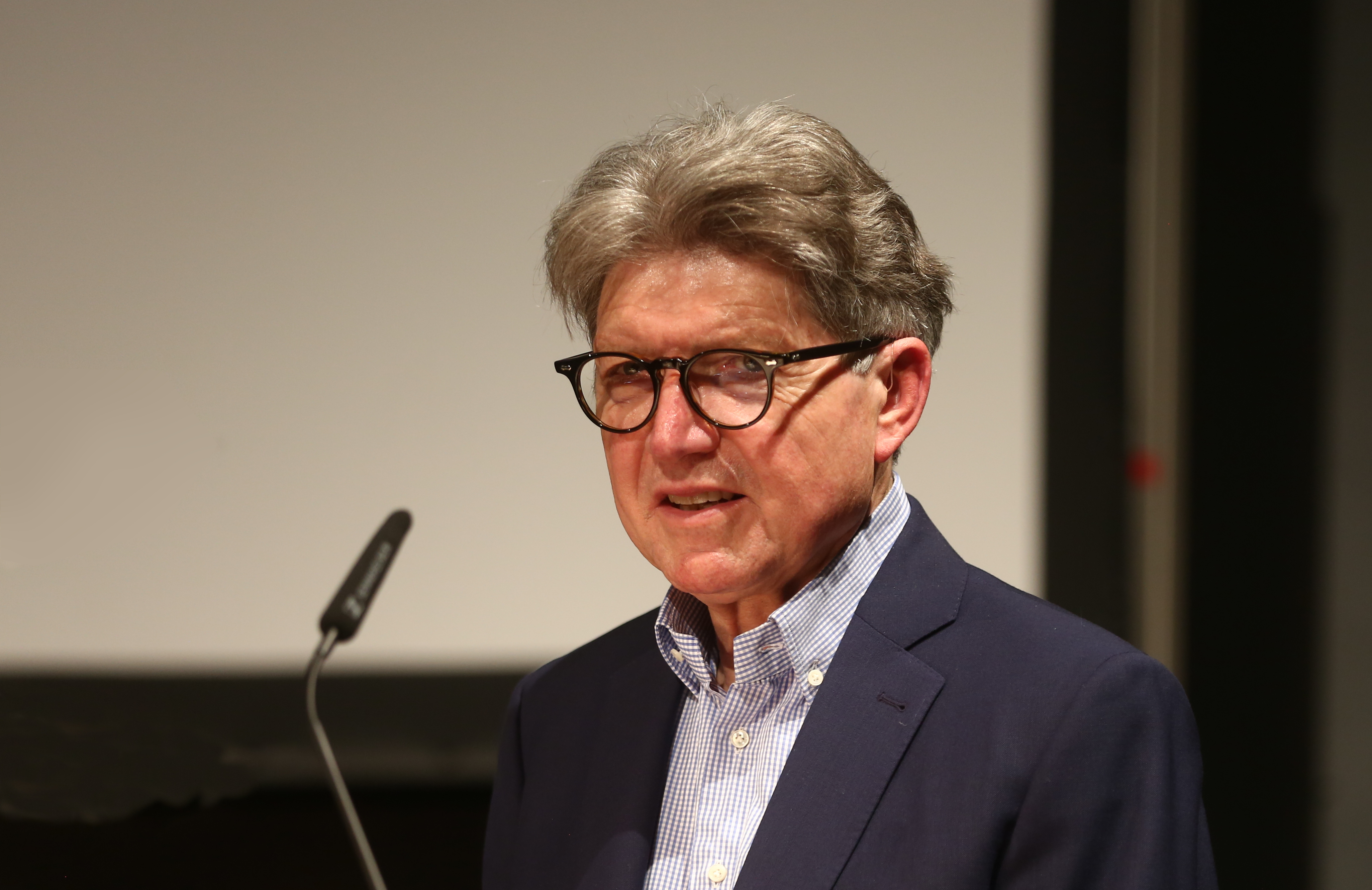
Wilhelm Vossenkuhl, 2024

Wilhelm Vossenkuhl (* 11. Dezember 1945 in Engen) ist ein deutscher Philosoph und emeritierter Professor für Philosophie an der Ludwig-Maximilians-Universität München. Er ist Autor und Herausgeber mehrerer Publikationen, darunter auch populärwissenschaftlicher Werke wie Philosophie für die Westentasche. Im akademischen Bereich ist Vossenkuhl vor allem durch Arbeiten zu Wilhelm von Ockham und Ludwig Wittgenstein, der Handlungstheorie und der Ethik hervorgetreten. Er hat mit dem Designer Otl Aicher an diversen Projekten zusammengearbeitet und war Berater bei der Umgestaltung des Reichstagsgebäudes in Berlin zusammen mit Norman Foster.

## Leben
Vossenkuhl studierte von 1968 bis 1972 in München Philosophie, Neuere Geschichte und Politikwissenschaft. 1972 promovierte er zum Dr. phil. an der Universität München. Von 1975 bis 1977 war er zu einem Forschungsaufenthalt an der Cambridge University. Im Jahr 1980 habilitierte er zum Dr. phil. habil. 1986 wurde er Professor für Philosophie an der Universität Bayreuth. Von 1993 bis 2011 lehrte er an der Ludwig-Maximilians-Universität München als Lehrstuhlinhaber für Philosophie I. Bei der Besetzung dieses Lehrstuhls war die Katholische Kirche miteinbezogen.
Bei der Fusion der Hochschulen von Duisburg und Essen zur Universität Duisburg-Essen 2003 wurde Vossenkuhl die Position des Gründungsrektors der neuen Universität angeboten. Nach längeren Verhandlungen sagte er jedoch ab. Er war Hochschulrat mehrerer Universitäten.
Seit 1981 ist er Mitglied im Beirat der Görres-Gesellschaft. Weiterhin ist Vossenkuhl seit 1996 für das Philosophische Jahrbuch als einer der Herausgeber und in anderen in- und ausländischen Zeitschriften als Beirat tätig.

## Fernsehauftritte
Einem breiteren Publikum wurde Vossenkuhl vor allem durch populärwissenschaftliche Sendungen auf BR-alpha, dem Bildungskanal des Bayerischen Rundfunks, bekannt. Vossenkuhl ist persönlich befreundet mit Harald Lesch, mit dem er nicht nur in unregelmäßigen Abständen Lesch & Co., sondern auch die ebenfalls von BR-alpha ausgestrahlte Sendung Denker des Abendlandes machte.
Des Weiteren moderiert er die Sendung Philosophie auf BR-alpha.
Vossenkuhl hat das öffentliche Verständnis der Themen und Anliegen der Philosophie mit einer Reihe von Beiträgen gefördert. Dazu gehören auch Beiträge in Funk und Fernsehen (u. a. Wonach die Philosophie fragt. Köpfe-Probleme-Lösungen, Vorträge Südwestrundfunk 2013; DVDs von Sendungen Denker des Abendlandes, BR-Alpha).

## Lehre und Forschung

### Sprachphilosophie
Sprachphilosophie und Rationalität sind frühe Schwerpunkte in Vossenkuhls Denken. Er verbindet Teile der Theorie der Sprechakte mit Wittgenstein zu einem kohärenten Ganzen. Ansätze der Theorie der Rationalität versucht er mit ethischen Problemen zu verbinden.
Vossenkuhl hat sich historisch mit der für die Moderne wegweisenden Bedeutung des Sprachdenkens von Wilhelm von Ockham auseinandergesetzt. Er zeigt, dass erst die Analytische Tradition an dieses Denken anknüpft.

### Arbeiten zu Kant
Er schrieb zu Kants theoretischer und praktischer Philosophie, zur transzendentalen Argumentation, zum Kategorischen Imperativ und zur Religionsphilosophie eine Reihe von Beiträgen. In jüngerer Zeit wuchs die Distanz zu Kants Denken, sowohl im Blick auf dessen theoretische als auch auf dessen praktische Philosophie. Vossenkuhl bezweifelt, dass Kant geltungstheoretische Anliegen gelungen sind.

### Arbeiten zu Wittgenstein
Zentral ist Vossenkuhls Auseinandersetzung mit dem Sprachdenken Ludwig Wittgensteins. Vor allem für die Bedeutung des Solipsismus und des Regelfolgens hat er neue Vorschläge gemacht. Wesentlich sind für ihn zwei Einsichten Wittgensteins: Zum einen, dass das Zeigen im Unterschied zum Sagen eine grundlegende Bedeutung für das menschliche Denken hat. Zum zweiten, dass das Regelfolgen nur als Praxis, nicht aber in Form einer Theorie verstanden werden kann.

### Ethik
Vossenkuhl hat zahlreiche Beiträge zur Ethik und zur sog. Angewandten Ethik veröffentlicht. In seinem Buch „Die Möglichkeit des Guten“ entwickelt Vossenkuhl ein Modell der Ethik als Konfliktwissenschaft, das der Lösung der aktuellen bioethischen Probleme dienen soll und ein neues Modell der Güterverteilung, das Gerechtigkeit auch bei knapper werdenden Ressourcen ermöglichen kann. Eine der Thesen des umfangreichen Buches ist, dass das methodische Grundproblem der Ethik die Verbindung und wechselseitige Ergänzung qualitativer und quantitativer Güter ist. Erst diese Verbindung kann, wie er argumentiert, ein gutes Leben ermöglichen. Die Methode, die er zur Lösung dieses Problems vorschlägt ist die Maximenmethode. Sie verbindet drei Maximen (Knappheits-, Normen-, Integrationsmaxime) zu einem kohärenten Ganzen.

### Geltungstheorie
Vossenkuhl hat in seinem Buch "Was gilt" über den Zusammenhang zwischen dem, was ist, und dem, was sein soll, die wichtigsten geltungstheoretischen Ansätze in Erkenntnistheorie, Ethik und Rechtsphilosophie einer kritischen Prüfung unterzogen. Schon im Vorfeld dieses Buches hat er dazu ein neues begriffliches Verständnis dessen, was ‚Geltung’ bedeutet vorgeschlagen. In direktem Zusammenhang mit seinem Verständnis von Geltung steht das, was er unter den Maßstäben des Sehens und der Wahrnehmung versteht. Wie bereits in seinem Buch "Die Möglichkeit des Guten" geht er in seinem neuen Buch der Frage nach, was ‚gut‘ und ‚das Gute‘ bedeuten. Er verbindet das, was gut ist, mit dem, was gilt und ist überzeugt, dass die Verbindung von beidem einem menschlichen Grundbedürfnis entsprechen. Die traditionelle Auffassung, dass Sein und Sollen voneinander getrennt sind, widerlegt er. Viel Aufmerksamkeit widmet Vossenkuhl den Geltungstheorien des Rechtspositivismus. Eine der Kernaussagen des Buchs ist: „Die Philosophie ist eine Prinzipienwissenschaft und damit auch eine Geltungswissenschaft. Sie muss begreifen, was gilt, um begreifen zu können, was ist.“

### Grundlagen des Designs
Vossenkuhl hat sich auch mit philosophischen Grundlagen des Design auseinandergesetzt, vor allem in seiner Zusammenarbeit mit Otl Aicher. Intensiviert und auf die Architektur erweitert wurde die Beschäftigung mit Design durch die Zusammenarbeit mit Norman Foster. Davor schon arbeitete Vossenkuhl an Design-Initiativen mit, u. a. bei der Design-Ausstellung in Aspen.

## Ehrungen
- 1998 internationaler Preis für Philosophie der Margrit-Egnér-Stiftung (Zürich)
- 2004 Fellow of the Centre for the Study of Democracy (Queen’s University, Kingston, Ontario, Canada).
- 2009 Ehrenmitglied der Sokratischen Gesellschaft
- 2010 Benennung des Asteroiden Nr. 210174 mit dem Namen „Vossenkuhl“ durch die Internationale Astronomische Union (IAU) in Paris und das Minor Planet Center der Universität Harvard in Cambridge/Mass. Auf Vorschlag des Entdeckers des Asteroiden R. Apitsch (Observatorium Wildberg).

## Schriften (Auszug)
- Ludwig Wittgenstein (= Beck'sche Reihe. Bd. 532). C.H. Beck, München 1995, ISBN 3-406-38931-7.
- Die Möglichkeit des Guten. Ethik im 21. Jahrhundert. C.H. Beck, München 2006, ISBN 3-406-54375-8.
- mit Harald Lesch: Die Großen Denker: Philosophie im Dialog. Komplett-Media GmbH, München/Grünwald 2012, ISBN 978-3-8312-0382-6.
- Unsinn. Eine kleine Philosophie für Kinder und Erwachsene. Claudius Verlag, München 2021, ISBN 978-3-532-62865-2.